# Henry Wanyoike
Henry Wanyoike (10 de mayo de 1974) es un deportista keniano que compitió en atletismo adaptado. Ganó cuatro medallas en los Juegos Paralímpicos de Verano entre los años 2000 y 2008.

## Palmarés internacional
| Juegos Paralímpicos | Juegos Paralímpicos | Juegos Paralímpicos | Juegos Paralímpicos |
| Año                 | Lugar               | Medalla             | Prueba              |
| ------------------- | ------------------- | ------------------- | ------------------- |
| 2000                | Sídney (Australia)  | Medalla de oro      | 5000 m T11          |
| 2004                | Atenas (Grecia)     | Medalla de oro      | 5000 m T11          |
| 2004                | Atenas (Grecia)     | Medalla de oro      | 10 000 m T11        |
| 2008                | Pekín (China)       | Medalla de bronce   | 5000 m T11          |